# Lemony Snicket

Firma di Lemony Snicket

Lemony Snicket è un personaggio immaginario inventato dallo scrittore statunitense Daniel Handler, nonché pseudonimo dell'autore stesso.

## Biografia del personaggio

### Vita
Come gli orfani Baudelaire, Snicket viene da una famiglia con tre bambini. Suo fratello, Jacques Snicket, e sua sorella, Kit Snicket, erano anche membri di V.F. e amici dei genitori dei Baudelaire. In gioventù ha conosciuto il Conte Olaf, avendo frequentato la sua stessa scuola, e si è unito al collegio di V.F. con diversi altri personaggi della serie. Ricevette delle lezioni private nella sede di V.F. sui Monti Manomorta, e dopo essersi diplomato fu assunto dal Daily Punctilio come critico teatrale e per i necrologi. Più avanti, dopo averla incontrata a scuola, ebbe una sfortunata storia d'amore con un'attrice, membro di V.F., Beatrice, la madre di Violet, Klaus e Sunny. Lemony e Beatrice dovevano sposarsi, ma Beatrice ruppe il fidanzamento per motivi non chiari (nella serie si insinua che lei credeva che Lemony fosse il responsabile di diversi crimini commissionati dal Conte Olaf) e ridiede l'anello a Lemony, spiegandogli perché non si potevano sposare. Quindi si sposò con un altro uomo, Bertrand, e infine morirono, diversi anni dopo, nell'incendio che distrusse casa Baudelaire. Snicket allude frequentemente a Beatrice, nei libri, e le dedica ogni volume di Una serie di sfortunati eventi.
I Baudelaire pensavano che Snicket fosse stato ucciso, visto che nel libro "La fine", seguendo la tradizione del dare i nomi di morti ai figli, scrivono che avrebbero dato il suo nome a Violet, nel caso in cui fosse stata un maschio. Comunque, visto che il secondogenito, Klaus, non è stato chiamato Lemony, si presume che i Baudelaire avessero scoperto che Lemony era vivo (visto anche un telegramma mandato da Lemony, presente in The Beatrice Letters).
Snicket è anche conosciuto per essere stato amico di una donna chiamata "R.", la Duchessa di Winnipeg.

### Narratore e personaggio
Lemony Snicket è il primo critico teatrale del Daily Punctilio, che lo aveva incaricato della ricerca e scrittura della triste storia degli orfani Baudelaire per "molti motivi legali e personali". Ha seguito i loro movimenti e collezionato racconti dalle loro avventure, ma probabilmente non ha mai incontrato Violet, Klaus o Sunny di persona, anche se i fan spesso lo identificano come il tassista che appare ne Il penultimo pericolo. Più la serie va avanti più diventa chiaro che Snicket ha conosciuto i genitori Baudelaire attraverso V.F. Comunque, come detto ne L'ostile ospedale e ne La fine, nonostante le sue ricerche non è a conoscenza della locazione attuale dei fratelli Baudelaire. Lemony è stato reclutato da V.F. sin da piccolo, come si intuisce nella canzone Little Snicket Lad. In The Beatrice Letters, sua nipote, la figlia di Kit Snicket, Beatrice, dice che lei credeva che lui fosse una sorta di detective, viste le sue indagini sul caso dei Baudelaire.
Snicket si disprezza spesso: si descrive come un codardo, e in vari punti dei libri afferma di non poter essere capace di affrontare le situazioni vissute dai Baudelaire con così tanto coraggio. Confessa anche di non aver compiuto imprese nobili, come il noto furto della zuccheriera e l'uccisione dei genitori del Conte Olaf. Inoltre dice anche di fare molte cose insolite, nel tempo libero, incluso eliminare tutte le sue tracce, cercare nuovi posti nascosti, esaminare piatti sospetti e cercare le pericolose vite dei Baudelaire. Sostiene di scriversi spesso note di ringraziamento per tirarsi su di morale, anche se invano. Ne L'atro antro, Capitan Controsenso dichiara che il "fratello di Jacques", ovviamente Lemony, faceva parte del suo equipaggio sul Queequeg (è anche sottinteso che facesse parte della Prospero). I nemici di Snicket ne sono costantemente alla caccia e spesso tentano senza successo di denunciarlo, nonché di escogitare trappole dalle quali lui però riesce a fuggire.